# Tyrrell 001
Tyrrell 001 — стал первым гоночным автомобилем, произведённым командой Tyrrell Racing Organisation.
Разработан конструктором Дереком Гарднером для участия в сезоне 1970 года Формулы-1. Болид стал заменой March 701, который использовался командой до этого. Также эта модель вошла в историю, как первая в Формуле-1, на который были применены углепластиковые элементы. Они применялись в Tyrrell 001 для облегчения и усиления носового обтекателя.

## История
Изготовленное из алюминия шасси было использовано Джеки Стюартом в четырёх Гран-при в 1970 и 1971 годах. Шотландец завоевал поул-позицию на Гран-при Канады 1970 года. Второй поул был взят Стюартом на Гран-при ЮАР 1971 года. В конце сезона гонщик Питер Ревсон стартовал на машине в Гран-при США.

## Результаты в гонках
| Год  | Команда                     | Двигатель         | Шины | Пилоты | 1   | 2   | 3   | 4   | 5   | 6   | 7   | 8   | 9   | 10  | 11   | 12   | 13   | Место | Очки |
| ---- | --------------------------- | ----------------- | ---- | ------ | --- | --- | --- | --- | --- | --- | --- | --- | --- | --- | ---- | ---- | ---- | ----- | ---- |
| 1970 | Tyrrell Racing Organisation | Ford Cosworth DFV | G    |        | ЮАР | ИСП | МОН | БЕЛ | НИД | ФРА | ВЕЛ | ГЕР | АВТ | ИТА | КАН  | США  | МЕК  | НКЛ   | 0    |
| 1970 | Tyrrell Racing Organisation | Ford Cosworth DFV | G    | Стюарт |     |     |     |     |     |     |     |     |     |     | Сход | Сход | Сход | НКЛ   | 0    |
| 1971 | Elf Team Tyrrell            | Ford Cosworth DFV | G    |        | ЮАР | ИСП | МОН | НИД | ФРА | ВЕЛ | ГЕР | АВТ | ИТА | КАН | США  |      |      | 1     | 73   |
| 1971 | Elf Team Tyrrell            | Ford Cosworth DFV | G    | Стюарт | 2   |     |     |     |     |     |     |     |     |     |      |      |      | 1     | 73   |
| 1971 | Elf Team Tyrrell            | Ford Cosworth DFV | G    | Ревсон |     |     |     |     |     |     |     |     |     |     | Сход |      |      | 1     | 73   |

| Легенда к таблице |                                                                    |
| --- | ------------------------------------------------------------------ |
| В таблице перечислены результаты всех Гран-при Формулы-1, в которых использовался автомобиль. Строками таблицы являются сезоны, столбцами — этапы чемпионата мира. В каждой клетке указаны сокращённое название этапа и результат, дополнительно обозначенный цветом. Расшифровка обозначений и цветов представлена в нижеследующей таблице. |                                                                    |
| \| Пример \| Описание \| \| ------------ \| ------------------------------------------------------------------ \| \| 1 \| Победитель \| \| 2 \| Второе место \| \| 3 \| Третье место \| \| 5 \| Финишировал, заработав очки \| \| Сход \| Не финишировал, но при этом заработал очки \| \| 12 \| Финишировал, не получив очков \| \| НКЛ \| Финишировал, но не попал в финальную классификацию \| \| 15 \| Участвовал вне зачёта, либо по отдельной классификации \| \| 18 \| Не финишировал, но попал в финальную классификацию \| \| Сход \| Не финишировал \| \| НКВ \| Не прошёл квалификацию \| \| НПКВ \| Не прошёл предквалификацию \| \| ДСК \| Дисквалифицирован \| \| ИСК \| Исключён из протокола соревнований \| \| ТТ \| Заявлен для участия только в тренировках \| \| НС \| Участвовал в квалификации, но не стартовал в гонке \| \| Т \| Травмирован или болен \| \| ОТК \| Отказ от участия \| \| НТР \| Прибыл на соревнования, но на трассу не выезжал \| \| НПР \| Был заявлен в числе участников, но не прибыл к началу соревнований \| \| О \| Соревнования отменены \| \| \| Не участвовал \| \| Поул-позиция \| \| \| Быстрый круг \| \| |                                                                    |
| Пример | Описание                                                           |
| 1 | Победитель                                                         |
| 2 | Второе место                                                       |
| 3 | Третье место                                                       |
| 5 | Финишировал, заработав очки                                        |
| Сход | Не финишировал, но при этом заработал очки                         |
| 12 | Финишировал, не получив очков                                      |
| НКЛ | Финишировал, но не попал в финальную классификацию                 |
| 15 | Участвовал вне зачёта, либо по отдельной классификации             |
| 18 | Не финишировал, но попал в финальную классификацию                 |
| Сход | Не финишировал                                                     |
| НКВ | Не прошёл квалификацию                                             |
| НПКВ | Не прошёл предквалификацию                                         |
| ДСК | Дисквалифицирован                                                  |
| ИСК | Исключён из протокола соревнований                                 |
| ТТ | Заявлен для участия только в тренировках                           |
| НС | Участвовал в квалификации, но не стартовал в гонке                 |
| Т | Травмирован или болен                                              |
| ОТК | Отказ от участия                                                   |
| НТР | Прибыл на соревнования, но на трассу не выезжал                    |
| НПР | Был заявлен в числе участников, но не прибыл к началу соревнований |
| О | Соревнования отменены                                              |
| | Не участвовал                                                      |
| Поул-позиция |                                                                    |
| Быстрый круг |                                                                    |